# Cerny
 Cerny [sɛʁni] ist eine französische Stadt und Gemeinde mit 3.425 Einwohnern (Stand 1. Januar 2022) im Département Essonne in der Region Île-de-France; sie gehört zum Arrondissement Étampes und zum Kanton Étampes.

## Lage
Cerny liegt an der Essonne im Regionalen Naturpark Gâtinais français, 25 Kilometer südlich von Paris.
Nachbargemeinden von Cerny sind Itteville im Norden, Baulne im Nordosten, La Ferté-Alais im Osten, Guigneville-sur-Essonne im Südosten, D’Huison-Longueville im Süden, Villeneuve-sur-Auvers und Boissy-le-Cutté im Südwesten, Janville-sur-Juine im Westen sowie Bouray-sur-Juine im Nordwesten.

## Bevölkerungsentwicklung
| Jahr      | 1962 | 1968 | 1975 | 1982 | 1990 | 1999 | 2009 | 2019 |
| Einwohner | 1060 | 1200 | 1659 | 2258 | 2774 | 3069 | 3248 | 3337 |

## Sehenswürdigkeiten

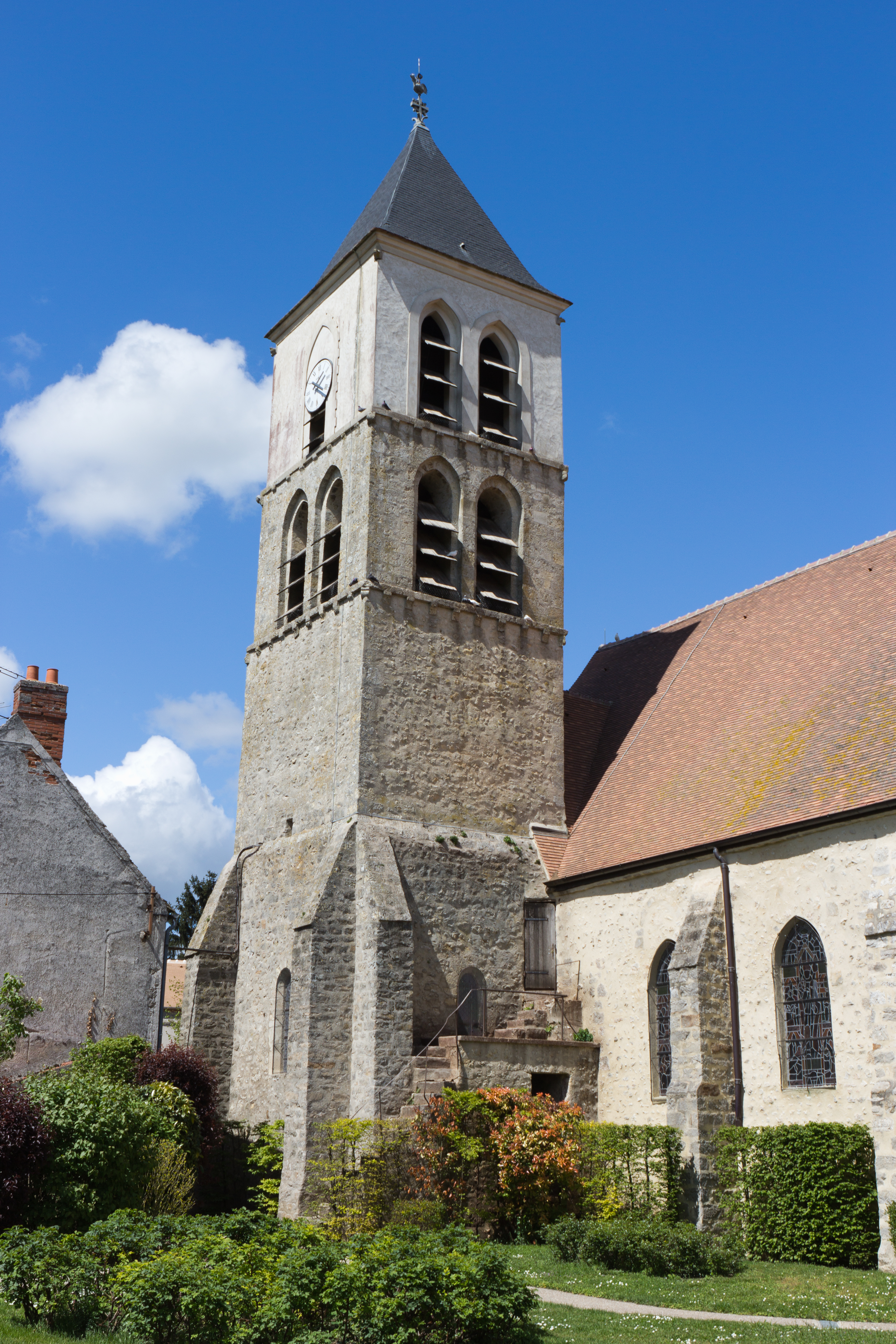
Kirche Saint-Pierre

- Kirche Saint-Pierre aus dem 13. Jahrhundert; seit 1948 Monument historique
- Groupe de Cerny, neolithische Fundstätten im Pariser Becken
- Schloss Cerny
- Schloss Villiers
- Die Abtei Villiers-aux-Nonnains wurde in der Revolution zerstört; das an ihrer Stelle gebaute Schloss Montmirault wurde 1972 abgerissen; hier steht heute die Berufsschule Alexandre Denis.

## Persönlichkeiten
- Jean de Selve (1475–1529), französischer Diplomat, Herr von Cerny
- Cécile Carnot (1841–1898), Ehefrau von Marie François Sadi Carnot, starb in Cerny
- Jean-Baptiste Salis (1896–1967), Gründer des Flughafens